# Burlington (Indiana)
Burlington es un pueblo ubicado en el condado de Carroll en el estado estadounidense de Indiana. En el Censo de 2010 tenía una población de 603 habitantes y una densidad poblacional de 390,64 personas por km².

## Geografía
Burlington se encuentra ubicado en las coordenadas 40°28′51″N 86°23′40″O / 40.48083, -86.39444. Según la Oficina del Censo de los Estados Unidos, Burlington tiene una superficie total de 1.54 km², de la cual 1.54 km² corresponden a tierra firme y (0%) 0 km² es agua.

## Demografía
Según el censo de 2010, había 603 personas residiendo en Burlington. La densidad de población era de 390,64 hab./km². De los 603 habitantes, Burlington estaba compuesto por el 98.84% blancos, el 0.5% eran afroamericanos, el 0% eran amerindios, el 0.17% eran asiáticos, el 0% eran isleños del Pacífico, el 0% eran de otras razas y el 0.5% pertenecían a dos o más razas. Del total de la población el 1.99% eran hispanos o latinos de cualquier raza.